# Netzhoppers Königs Wusterhausen 2020-2021
Questa voce raccoglie le informazioni riguardanti il Netzhoppers Königs Wusterhausen nelle competizioni ufficiali della stagione 2020-2021.

## Organigramma societario
Area direttiva
- Presidente: Edmund Ahlers

Area tecnica
- Allenatore: Christophe Achten
- Allenatore in seconda: Florian Grüschow
- Assistente allenatore: Dustin Schulze, Britta Wersinger, Mario Wersinger
- Scoutman: Gerold Rebsch

Area sanitaria
- Medico: Kai Dragowsky
- Fisioterapista: David Ewald

## Rosa
| N° | Nome             | Ruolo | Data di nascita   | Nazionalità sportiva |
| -- | ---------------- | ----- | ----------------- | -------------------- |
| 1  | Byron Keturakis  | P     | 11 gennaio 1996   | Canada               |
| 2  | Jan Jalowietzki  | S     | 16 febbraio 1996  | Germania             |
| 3  | James Weir       | C     | 20 luglio 1995    | Australia            |
| 4  | Yannick Goralik  | C     | 23 ottobre 1997   | Germania             |
| 5  | James Jackson    | O     | 21 maggio 1996    | Canada               |
| 7  | Adrian Klooss    | P     | 24 maggio 2001    | Germania             |
| 8  | Dirk Westphal    | S     | 31 gennaio 1986   | Germania             |
| 9  | Karli Allik      | S     | 25 settembre 1996 | Estonia              |
| 10 | Kamil Ratajczak  | L     | 24 settembre 1985 | Polonia              |
| 11 | Theo Timmermann  | S     | 14 settembre 1996 | Germania             |
| 12 | Johannes Mönnich | O     | 10 novembre 1997  | Germania             |
| 14 | Jakub Kováč      | C     | 13 maggio 1997    | Slovacchia           |
| 15 | Levin Gust       | L     | 16 marzo 1999     | Germania             |
| 16 | Kamil Droszyński | P     | 28 gennaio 1997   | Polonia              |
| 17 | Filip John       | O     | 1º agosto 2001    | Germania             |

## Statistiche

### Statistiche di squadra
| Competizione      | Punti | In casa | In casa | In casa | In trasferta | In trasferta | In trasferta | Totale | Totale | Totale |
| Competizione      | Punti | G       | V       | P       | G            | V            | P            | G      | V      | P      |
| ----------------- | ----- | ------- | ------- | ------- | ------------ | ------------ | ------------ | ------ | ------ | ------ |
| 1. Bundesliga     | 29    | 11      | 4       | 7       | 11           | 6            | 5            | 22     | 10     | 12     |
| Coppa di Germania | -     | 2       | 2       | 0       | 1            | 1            | 0            | 4      | 3      | 1      |
| Totale            | -     | 13      | 6       | 7       | 12           | 7            | 5            | 26     | 13     | 13     |

G = partite giocate; V = partite vinte; P = partite perse

### Statistiche dei giocatori
| Giocatore      | 1. Bundesliga | 1. Bundesliga | 1. Bundesliga | 1. Bundesliga | 1. Bundesliga | Coppa di Germania | Coppa di Germania | Coppa di Germania | Coppa di Germania | Coppa di Germania | Totale | Totale | Totale | Totale | Totale |
| Giocatore      | P             | PT            | AV            | MV            | BV            | P                 | PT                | AV                | MV                | BV                | P      | PT     | AV     | MV     | BV     |
| -------------- | ------------- | ------------- | ------------- | ------------- | ------------- | ----------------- | ----------------- | ----------------- | ----------------- | ----------------- | ------ | ------ | ------ | ------ | ------ |
| K. Allik       | 21            | 238           | 186           | 20            | 22            | 4                 | 41                | 34                | 2                 | 5                 | 25     | 279    | 220    | 22     | 27     |
| K. Droszyński  | 7             | 18            | 10            | 2             | 6             | -                 | -                 | -                 | -                 | -                 | 7      | 18     | 10     | 2      | 6      |
| Y. Goralik     | 22            | 106           | 74            | 28            | 4             | 4                 | 28                | 17                | 10                | 1                 | 26     | 134    | 91     | 38     | 5      |
| L. Gust        | 0             | 0             | 0             | 0             | 0             | 1                 | 0                 | 0                 | 0                 | 0                 | 1      | 0      | 0      | 0      | 0      |
| J. Jackson     | 15            | 55            | 49            | 1             | 5             | 3                 | 11                | 11                | 0                 | 0                 | 18     | 66     | 60     | 1      | 5      |
| J. Jalowietzki | 8             | 6             | 4             | 1             | 1             | 1                 | 0                 | 0                 | 0                 | 0                 | 9      | 6      | 4      | 1      | 1      |
| F. John        | 2             | 20            | 16            | 1             | 3             | -                 | -                 | -                 | -                 | -                 | 2      | 20     | 16     | 1      | 3      |
| B. Keturakis   | 14            | 81            | 36            | 28            | 17            | 4                 | 35                | 14                | 13                | 8                 | 18     | 116    | 50     | 41     | 25     |
| A. Klooss      | 9             | 0             | 0             | 0             | 0             | 0                 | 0                 | 0                 | 0                 | 0                 | 9      | 0      | 0      | 0      | 0      |
| J. Kováč       | 15            | 44            | 32            | 11            | 1             | 2                 | 8                 | 4                 | 3                 | 1                 | 17     | 52     | 36     | 14     | 2      |
| J. Mönnich     | 22            | 205           | 177           | 13            | 15            | 4                 | 53                | 50                | 1                 | 2                 | 26     | 258    | 227    | 14     | 17     |
| K. Ratajczak   | 22            | 0             | 0             | 0             | 0             | 4                 | 0                 | 0                 | 0                 | 0                 | 26     | 0      | 0      | 0      | 0      |
| T. Timmermann  | 22            | 173           | 146           | 12            | 15            | 4                 | 21                | 18                | 3                 | 0                 | 26     | 194    | 164    | 15     | 15     |
| J. Weir        | 18            | 161           | 122           | 32            | 7             | 4                 | 28                | 22                | 4                 | 2                 | 22     | 189    | 144    | 36     | 9      |
| D. Westphal    | 22            | 169           | 158           | 8             | 3             | 4                 | 56                | 52                | 4                 | 0                 | 26     | 225    | 210    | 12     | 3      |

P = presenze; PT = punti totali; AV = attacchi vincenti; MV = muri vincenti; BV = battute vincenti